# Klikovské souvrství
Klikovské souvrství představuje většinovou výplň českobudějovické a třeboňské pánve, reprezentovanou říčními a jezerními nepravidelně cyklickými sladkovodními sedimenty svrchnokřídového stáří (santon-campan). Dříve bylo označováno jako zlivsko-gmündská série.  Nasedá na zvětralé krystalinikum (vyvřeliny a metamorfity moldanubika), v nadloží se nachází lipnické souvrství. 
Dosahuje maximální mocnosti 350 m, na bázi s hrubě písčitýmí sedimenty (slepence, hrubozrnné pískovce), následované pestrými jíly, jemně písčitými jílovci a kaolinickými až arkózovými pískovci. Spodní oddíl, zastoupený pouze v jižní části třeboňské pánvi, se vyznačuje přítomností rostlinné drti a makroflóry, zatímco svrchní oddíl, dosahující v jižní části mocnosti až 100 m, je tvořen bělošedými jílovci bez makroflóry. Vůdčí zkamenělinou je Geinitzia cretacea Ung., flóra je představována společenstvem Platanus – Aralia – Dewalquea, faunu zastupují škeblovky (Conchostraca).
V minerálním složení převažuje křemen, živce, slídy, kaolinit, chlorit, sekundárně je zastoupen siderit. Akcesoricky se vyskytuje turmalín, zirkon, rutil a kyanit.
Průmyslově významná je těžba žáruvzdorných jílů a pórovinnových jílů – Klikov, Blana u Zlivi, okolí Bechyně a Veselí nad Lužnicí, Ledenice-Slavošovice 